# Trachypteris drakeana
Trachypteris drakeana là một loài thực vật có mạch trong họ Adiantaceae. Loài này được (Jeanp.) C. Chr. miêu tả khoa học đầu tiên năm 1925.